# Ruryk

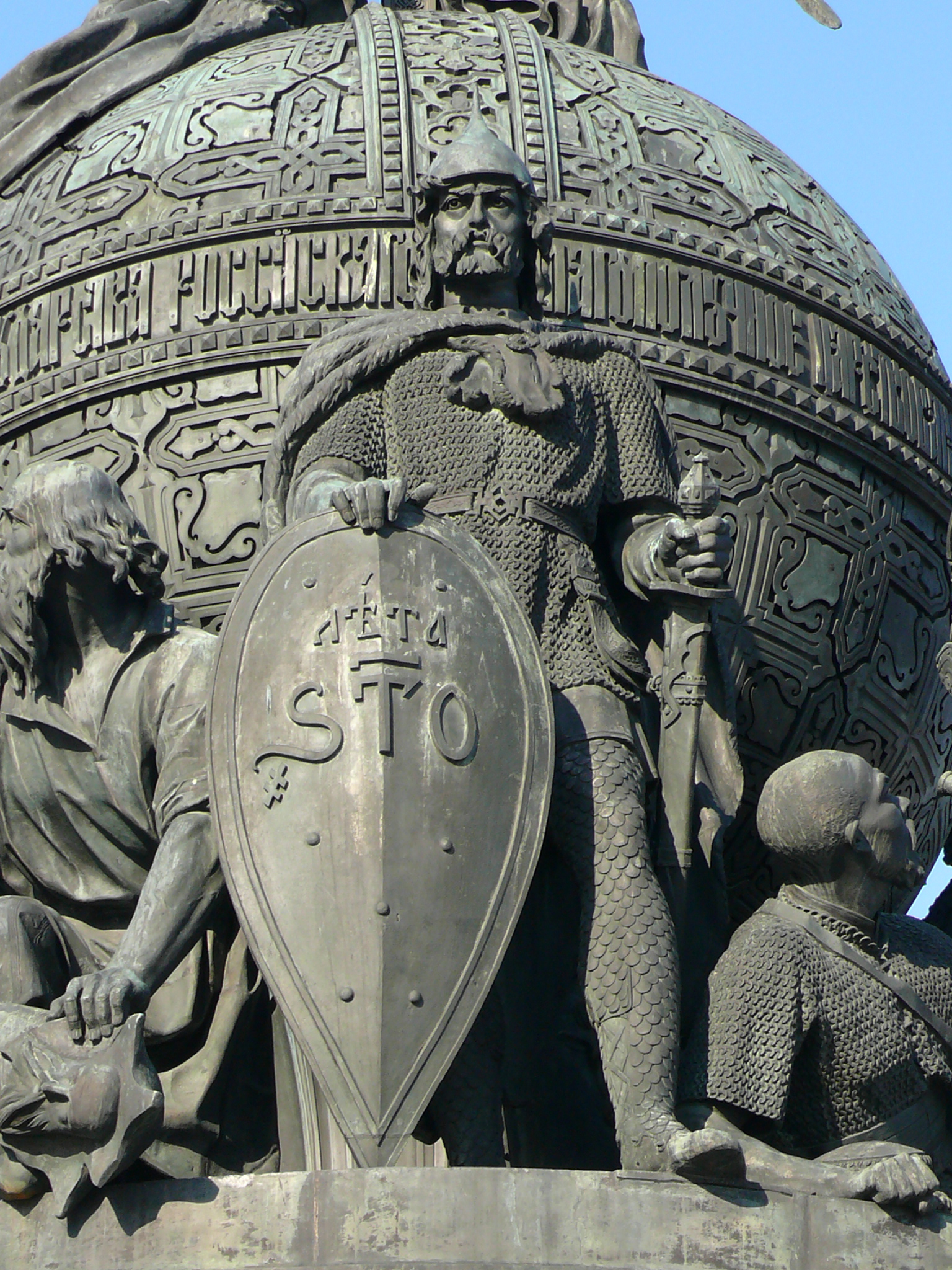
Ruryk I na pomniku tysiąclecia Rusi.

Ruryk (staroruski: Рюрикъ trl: Riurikъ, ukr./ros. Рю́рик, staronord. Hrœrikr; ur. ok. 830, zm. 879) – według tradycji kronikarskiej przywódca oddziału Waregów, który osiadł na zaproszenie zbuntowanej ludności przyszłego księstwa Nowogrodzkiego i został ich władcą około 862 roku. Uważany za założyciela państwa ruskiego i protoplastę rodu Rurykowiczów, dynastii panującej w różnych państwach ruskich nieprzerwanie do śmierci cara Fiodora I.

## Życie według kronikarstwa ruskiego

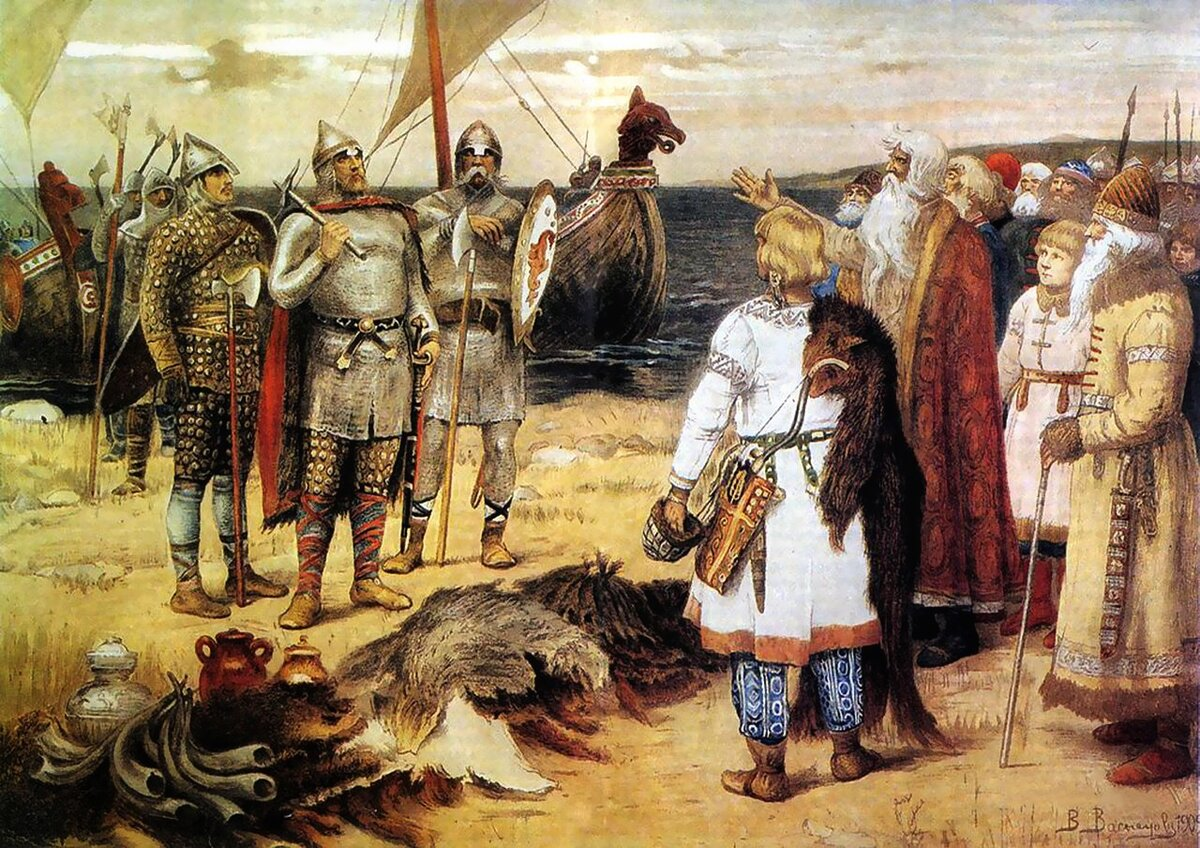
Ruryk wraz z braćmi Syneusem i Truworem witany w Starej Ładodze. Obraz pędzla Wiktora M. Wasniecowa.

Według najstarszego, znanego współcześnie, źródła historycznego Rusi, czyli Powieści minionych lat w 859 roku Waregowie ściągali dań ze Słowian Ilmeńskich, Krywiczów, a także następujących ugrofińskich ludów: Czudów, Merian i Wesian. W 862 roku ludy te zbuntowały się i wygnały Waregów za morze. Wyzwoleńcy nie umieli się porozumieć co do swojej przyszłości, rozpoczęli więc wojować między sobą. Po wyczerpującej wojnie domowej postanowili szukać księcia, który nie byłby uwikłany w ich wewnętrzne spory, a który będzie rządził i sądził według prawa. Mieli oni udać się do Rusów, którzy byli uważani za Waregów, tak jak Szwedzi właściwi, Norwegowie, Goci czy Anglowie. Stwierdzili tam: „Ziemia nasza wielka jest i obfita, a ładu w niej nie ma. Przychodźcie więc rządzić i władać nami”. Wtedy Ruryk razem ze swoimi młodszymi braćmi, Sineusem (st.rus. Синеѹсъ) i Tuworem (st.rus. Труворъ), oraz ze swoimi rodami i Rusią przybyli do ziemi nowogrodzkiej. Później bracia podzielili ziemię, według następującego klucza: Ruryk miał władać w Nowogrodzie, Sineus na Biełoozierze (obecna nazwa Biełoziersk), a trzeci Tuwor w Izborsku. Po dwóch latach umarli Sineus i Tuwor, a Ruryk objął władzę sam i dzierżył ją do swojej śmierci. Swoim wojownikom porozdawał grody: Połock, Rostów i Murom. W tym czasie dwóch jego wojów, Askold i Dir (st.rus. Асколдъ Диръ), niebędących co prawda jego krewnymi ale bojarami, mieli uprosić go o zezwolenie na wyprawę łupieżczą do Carogrodu, dokąd wyruszyli wraz ze swoimi rodami. Kronika opisuje bunt ludności i wszystkie wydarzenia z życia Ruryka pod rokiem 862, pozostawiając dalsze lata niezapisane, odnotowując dopiero śmierć Ruryka pod rokiem 879 roku. Ruryk miał przekazać władzę, wywodzącemu się z jego rodu, Olegowi (st.rus. Ѡлегъ). Syn Ruryka, Igor (st.rus. Игорь), nie mógł sprawować rządów, gdyż był bardzo mały. Ruryk posiadał także przynajmniej jeszcze jedno dziecko, prawdopodobnie córkę, której imienia nie znamy, ale jej potomstwo (Igora i Akuna - st.rus. Игоръ oraz Акунъ) wymienia traktat rusko-bizantyński z 945 roku.
Według tej kroniki Ruryk jest założycielem dynastii Rurykowiczów, której przedstawiciele nieprzerwanie panowali na Rusi do 1598. Ostatnim członkiem tego rodu zasiadającym na tronie był car rosyjski Wasyl IV Szujski (1606-1610). Potomkiem Ruryka był także premier Rosji Gieorgij Lwow, sprawujący ten urząd w 1917 roku.
Według różnych innych, późniejszych odpisów Powieści, miał on osiąść początkowo w Ładodze, a Nowogród miał być założony po śmierci braci, skąd rządził już nowym państwie z nowym grodem (stąd też miała wziąć się nazwa Nowogród). Niektóre późniejsze kroniki wymieniają imię Gostomysła, który miał być nowogrodzkim starszym i zainicjować przywołanie Waregów. Także późniejsze kroniki mówią o buncie nowogrodzian w 864 roku, a którego przyczyną było traktowanie ich jak niewolników i poczynione zło przez księcia i jego ród. Na czele tego buntu stanął Wadim Chrobry, którego Ruryk wraz z jego sprzymierzeńcami miał zabić. Kronika Joakima uznaje Ruryk za wnuka rzeczonego Gostomysła ze strony jego córki, a Rurykowi przypisuje żonę Elefantynę z Norwegii, która miałaby być siostrą Olega Mądrego i matką Igora Rurykowicza, niemniej jednak zaznacza, że Ruryk posiadał wiele żon.
Krytykowana jest historiografia braci Ruryka. Z historii tej wynika, że Rurykowicze pochodzili od Waregów, posługujących się zapewne językiem staronordyckim. Legenda ta była przekazywana ustnie, najbliżej do 1037 roku, kiedy to powstał pierwszy latopisarski zwój. Dlatego też część naukowców uważa, że bracia Ruryka w rzeczywistości nie istnieli, a błąd wynikałby ze zniekształcenia słów sine-hus (w staronordyckim oznaczających krewniaków) oraz thru-voring (w staronordyckim oznaczających wojowników), przy tłumaczeniu tej sagi na język staroruski.

## Spory wokół imienia
Ruryk (Rothrekr; Rørik, Rurik, Hrœrekr) prawdopodobnie pochodził z regionu Roslagen w Szwecji, choć bywa utożsamiany z Rorikiem z Dorestad, urodzonym na Półwyspie Jutlandzkim. Istnieją przypuszczenia, że imię Ruryk pochodzi ze staronordyjskiego Rørik i jest odpowiednikiem staroislandzkiego Roðrekr, sternik. Według niemieckich publikacji Ruryk jest nordycką i rosyjską formą imienia Roderyk. Fiński historyk Eero Kuussaari uważał, że imię to jest zniekształconą formą fińskiego imienia Rurikko/Ruuri.

## Pochodzenie Ruryka
Duże kontrowersje wśród badaczy wzbudza kwestia pochodzenia Ruryka. Do XIX wieku powszechne w Rosji było przekonanie, że był miejscowego, wschodniosłowiańskiego pochodzenia, a zapis w latopisie Powieść minionych lat jest nieprawdziwy lub zniekształcony. Teorię o wikińskich korzeniach Rusi wysunął w 1749 roku niemiecki uczony Gerhardt Friedrich Müller, zaproszony do badań przez członków Rosyjskiej Akademii Nauk. Gdy niemiecki historyk zaczął przekonywać o podbiciu Rusi przez Skandynawów, członkom akademii tak się to nie spodobało, że na posiedzeniu przerwano wykład Müllera. Z czasem hipoteza o nordyckich korzeniach Ruryka zaczęła zyskiwać popularność, a niektórzy badacze zaczęli go utożsamiać z duńskim przywódcą Hrörekiem z Dorestad. W 2006 roku zaczęto przeprowadzać badania nad Y-DNA największych rosyjskich rodów skoligaconych z legendarnym Rurykiem, pod kierownictwem dr inż. Andrzeja Bajora. Okazało się, że dominuje tam haplogrupa N1c1, powszechna wśród Finów bałtyckich i na ziemiach, gdzie w przeszłości dominowała ludność mówiąca językami ugrofińskimi (Łotwa, północna Szwecja i Rosja). Wykryto też mutację DYS390=23, powszechnie występującą u Finów, Estończyków i Liwów, ale rzadkiej u Karelów i Wotów, czyli grup żyjących na terenie Rosji. Obecność haplogrupy R1a świadczy o skoligaceniu z rodami słowiańskimi. Badania nie wykazały istnienia haplogrupy R1, typowej dla ludów germańskich. Fiński uczony Kalevi Wiik wysunął hipotezę, że region Roslagen, z którego miał się wywodzić protoplasta dynastii, do połowy I tysiąclecia n.e. był zamieszkany przez ludy ugrofińskie, na północ od terenów na których osiedlały się plemiona germańskie, więc Ruryk musiał być potomkiem mieszkającej tam fińskiej ludności. Estoński badacz Pekka Erelt przypuszcza, że wielką wodą, o której wspominała kronika Nestora, nie był Bałtyk lecz jezioro Pejpus, na zachód od którego mieszkało plemię Estów. 
Nie wiadomo, jakim językiem mówił Ruryk i jego towarzysze. Wiadomo jednak, że obszar na którym mieszkała ludność posługująca się językiem fińskim (dialekty Meänkieli i Kven) w Szwecji był znacznie większy niż obecnie. Uppland, z którego miał się wywodzić Ruryk, graniczył z Norrlandem, który był regionem, na którym w jego czasach germańska ludność mogła jeszcze nie dominować. Znaleziska archeologiczne wskazują, że plemiona ugrofińskie i bałtyckie miały większy udział w penetracji Rusi niż się powszechnie uważa i niewykluczona jest hipoteza, że drużyna Ruryka mogła być wymieszana etnicznie. Jedynym źródłem świadczącym o jego normańskim pochodzeniu jest Powieść minionych lat, która nie zachowała się w oryginale, a jest odpisem, który mógł być kilkakrotnie przekształcany.

## W kulturze

### Tożsamość narodowa
Ruryk jako założyciel Rusi Kijowskiej, która legła u podstaw Białorusi, Rosji, oraz Ukrainy, jest postacią, do której wielokrotnie odwoływali się przedstawiciele tych narodów w kontekście ich tożsamości (do dziedzictwa Ruryka i Rurykowiczów nawiązał na przykład Władimir Putin w artykule O historycznej jedności Rosjan i Ukraińców powstałym pół roku przed rosyjską inwazją na Ukrainę). By upamiętnić tysiąclecie przybycia Ruryka do Nowogrodu Wielkiego, w 1862 roku wzniesiono Pomnik Tysiąclecia, gdzie kniaź ten został uznany za jedną z najważniejszych postaci w historii Rosji. 

### Gry wideo
W serii Crusader Kings jednym z grywalnych władców jest Rurik 'Troublemaker' Rurikid, przedstawiony jako jarl Nowogrodu.